# Margaret Murray
Margaret Alice Murray FSA Scot FRAI (13 tháng 7 năm 1863 – 13 tháng 11 năm 1963) là nhà Ai Cập học, khảo cổ học, nhân học, sử học và dân gian học người Anh sinh ở Ấn Độ. Là người phụ nữ đầu tiên được bổ nhiệm một vị trí giảng dạy khảo cổ ở Vương quốc Anh, bà công tác tại University College London (UCL) từ năm 1898 tới năm 1935. Từ năm 1953 tới năm 1955, bà giữ chức chủ tịch Folklore Society, đồng thời xuất bản nhiều ấn phẩm học thuật suốt sự nghiệp của mình.

## Công trình tuyển chọn
Danh mục tác phẩm đã được xuất bản của Murray được Wilfrid Bonser tổng hợp trong cuốn Folklore vào năm 1961. Bạn thân của Murray là Drower cũng đã xuất bản một danh mục tác phẩm hạn chế sau khi bà qua đời vào năm 2004, và Kathleen L. Sheppard cũng đã xuất bản một danh mục tác phẩm khác trong tiểu sử về Murray của mình vào năm 2013.
| Năm xuất bản | Nhan đề                                                                             | Đồng tác giả                          | Nhà xuất bản                                                |
| ------------ | ----------------------------------------------------------------------------------- | ------------------------------------- | ----------------------------------------------------------- |
| 1903         | Guide to the Collection of Egyptian Antiquities                                     | —                                     | Bảo tàng Khoa học và Nghệ thuật Edinburgh (Edinburgh)       |
| 1904         | The Osireion at Abydos                                                              | —                                     | Egyptian Research Account (London)                          |
| 1905         | Saqqara Mastabas. Tập I; Tập II.                                                    | Với các chương do Kurt Sethe đóng góp | Bernard Quaritch (London)                                   |
| 1905         | Saqqara Mastabas Part I and Gurob                                                   | Gurob bởi L. Loat                     | Egyptian Research Account (London)                          |
| 1905         | Elementary Egyptian Grammar                                                         | —                                     | NXB University College (London)                             |
| 1908         | Index of Names and Titles of the Old Kingdom                                        | —                                     | British School of Archaeology in Egypt (London)             |
| 1910         | The Tomb of the Two Brothers                                                        | —                                     | Sheratt & Hughes (Manchester)                               |
| 1911         | Elementary Coptic (Sahidic) Grammar (ấn bản 2 năm 1927)                             | —                                     | NXB University College (London)                             |
| 1913         | Ancient Egyptian Legends                                                            | —                                     | John Murray (London); The Wisdom of the East Series         |
| 1921         | The Witch-Cult in Western Europe: A Study in Anthropology                           | —                                     | NXB Đại học Oxford (Oxford)                                 |
| 1923         | Excavations in Malta, Part I                                                        | —                                     | Bernard Quaritch (London)                                   |
| 1925         | Excavations in Malta, Part II                                                       | —                                     | Bernard Quaritch (London)                                   |
| 1929         | Excavations in Malta, Part III                                                      | —                                     | Bernard Quaritch (London)                                   |
| 1930         | Egyptian Sculpture                                                                  | —                                     | Duckworth (London)                                          |
| 1931         | Egyptian Temples                                                                    | —                                     | Sampson Low, Marston & Co. (London)                         |
| 1931         | The God of the Witches (ấn bản 1960)                                                | —                                     | Faber & Faber (London)                                      |
| 1932         | Maltese Folk-Tales                                                                  | L. Galea                              | Empire Press (Malta)                                        |
| 1933         | A Coptic Reading Book, with Glossary, for the Use of Beginners                      | Dorothy Pilcher                       | Bernard Quaritch (London)                                   |
| 1934         | Cambridge Excavations in Minorca, Sa Torreta                                        | —                                     | Bernard Quaritch (London)                                   |
| 1934         | Corpus of the Bronze-Age Pottery of Malta                                           | Horace Beck và Themosticles Zammit    | Bernard Quaritch (London)                                   |
| 1937         | Saqqara Mastabas Part II                                                            | —                                     | Egyptian Research Account (London)                          |
| 1938         | Cambridge Excavations in Minorca, Trapucó                                           | —                                     | Bernard Quaritch (London)                                   |
| 1939         | Petra, the Rock City of Edom                                                        | —                                     | Blackie                                                     |
| 1940         | A Street in Petra                                                                   | J. C. Ellis                           | British School of Archaeology in Egypt and Bernard Quaritch |
| 1949         | Ancient Egyptian Religious Poetry                                                   | —                                     | John Murray (London)                                        |
| 1949         | The Splendour that was Egypt: A General Survey of Egyptian Culture and Civilisation | —                                     | Philosophical Library (London)                              |
| 1954         | The Divine King of England. A Study in Anthropology                                 | —                                     | Faber & Faber (London)                                      |
| 1963         | My First Hundred Years                                                              | —                                     | William Kimber & Co. (London)                               |
| 1963         | The Genesis of Religion                                                             | —                                     | Kegan Paul (London)                                         |

### Cước chú
1. ↑  Bonser 1961, tr. 560–566.
2. ↑  Drower 2004, tr. 135–140.
3. ↑  Sheppard 2013, tr. 253–254.